# Cecilia Scholz Delgado
Cecilia Gretel Scholz Delgado (La Paz, Bolivia; 22 de noviembre de 1956) es una arquitecta y docente universitaria boliviana destacada por su participación en proyectos de diseño urbano como el Parque Urbano Central de La Paz, así como sus propuestas de diseño arquitectónico entre los que se encuentra el edificio de la Cinemateca Boliviana.

## Inicios
Realizó sus estudios iniciales en el Colegio Alemán de La Paz donde tuvo un primer contacto con el arte y el diseño de la Bauhaus gracias a un maestro.
Obtuvo el título de Arquitecta en la Universidad Mayor de San Andrés en 1985. Realizó estudios para obtener el máster como arquitecto por la Universidad Técnica de Szczecin, Polonia en el Programa Mankind and Biosphere obteniéndolo en 1987.

## Obra

### Parque Urbano Central
Scholz promovió el proyecto del Parque Urbano Central de la ciudad de La Paz y fue parte del diseño y ejecución del mismo en diferentes etapas.
Tras la definición del proyecto, el mismo fue lanzado como concurso internacional en el que Scholz participó como parte del jurado.
Posteriormente, como parte del equipo técnico de la alcaldía y en el marco de los lineamientos establecidos por los ganadores del concurso, participó en el diseño de espacios puntuales que forman parte del proyecto que contemplaba una intervención en un área aproximada de 10 hectáreas en el centro de la ciudad de La Paz.

### Cinemateca Boliviana
Este proyecto fue ganador del primer premio en el Concurso Nacional de Anteproyectos de 1994, su ejecución se concluyó en 2007 y se trató del primer proyecto boliviano, seleccionado por el Comité Científico de la UIA Barcelona 96, para su presentación en el XIX Congreso Mundial de la Unión Internacional de Arquitectos.

### Docencia Universitaria
Mediante concurso de méritos llegó a ejercer la docencia en la Facultad de Arquitectura, Artes Diseño y Urbanismo de la Universidad Mayor de San Andrés en La Paz.

### Premios
Durante la Sesión de Honor por el 20 de Octubre del año 2022 el Concejo Municipal de La Paz confirió a la arquitecta Cecilia Scholz Delgado la condecoración "Prócer Pedro Domingo Murillo" en el grado de Honor al Mérito. 